# 阿特·伯里斯
阿瑟·C·伯里斯（英語：Arthur C. Burris，1924年4月7日—1993年9月19日），美国NBA联盟职业篮球运动员。